# John William Strutt Rayleigh
John William Strutt, troisième baron Rayleigh, plus connu sous son titre lord Rayleigh (12 novembre 1842 à Landford Grove, Essex, Angleterre - 30 juin 1919 à Witham, Essex, Angleterre) est un physicien britannique. Il est lauréat du prix Nobel de physique de 1904.

## Biographie
John William Strutt est né le 12 novembre 1842 près de Maldon dans l'Essex.
Il fait des études de mathématiques à Trinity College (Cambridge), dont il sort diplômé en 1865, obtenant le titre de Senior Wrangler au Mathematical Tripos de 1868.
Après quelques voyages en Europe et aux États-Unis, il occupe un poste de chercheur au Trinity College de 1866 à 1871. Ses travaux sont momentanément suspendus durant le conflit franco-prussien de 1870, par son impact sur la famille de John William, pourtant peu impliquée.
En 1871, il se marie avec Evelyne Georgiana Mary Balfour, fille de James Maitland Balfour et de sa femme Blanche, fille du second marquis de Salisbury. De ses trois fils, l'aîné devient professeur de physique à l'Imperial College of Science and Technology de Londres.
À la mort de son père en 1872, il prend sa succession et devient baron Rayleigh, troisième du titre, et consacre une partie importante de son temps à la gestion du domaine. Afin de pouvoir se consacrer à la science, il abandonne cette responsabilité à son jeune frère en 1875.
En 1879, il accepte la place laissée vacante au laboratoire Cavendish de Cambridge par la disparition de Maxwell.
À partir de 1884, il poursuit ses recherches en grande partie dans son domaine de Terling où il installe un laboratoire.
Il est « President of the Government Committee on Explosives » puis « Scientific Advisor to Trinity House » jusqu'à sa mort le 30 juin 1919.
Aux dires de ses compatriotes, c'est l'un des très rares nobles de haut rang à être devenu célèbre par des découvertes scientifiques.

## Travaux
Les premiers travaux de Lord Rayleigh consistent en l'approche mathématique de l'optique et des systèmes vibratoires, puis s'étendent à pratiquement toute la physique de l'époque : le son, les vibrations, la vision des couleurs, l'électrodynamique, l'électromagnétisme, la diffraction de la lumière, la mécanique des fluides, la viscosité, la capillarité, l'élasticité et la photographie.
Parmi ses premiers travaux, on note une théorie de la résonance qui fit de lui une autorité en acoustique.
Son traité sur le son, écrit lors d'une croisière sur le Nil et enrichi de mises à jour, a longtemps eu valeur de référence.
En 1871, il fournit une explication de la couleur du ciel en la reliant à la diffusion de la lumière par les molécules d'air.
Dans les années 1880, il contribue à la définition des unités fondamentales de l'électricité : l'ampère, l'ohm et le volt.
En 1892, il détermine la masse volumique de l'azote. En 1894, il découvre l'argon avec sir William Ramsay.

### Prix Nobel de physique de 1904
En 1892, Rayleigh réussit à déterminer les dimensions de certaines molécules par l'étude des couches minces. Examinant un rapport d'expérience de Cavendish daté de 1795, alors qu'il étudiait la densité des gaz en collaboration avec Ramsay, Rayleigh découvre un nouveau constituant de l'air, l'argon. Ramsay reçoit pour cette découverte le prix Nobel de chimie de 1904, alors que Rayleigh reçoit le prix Nobel de physique de 1904 « pour ses études de la densité des gaz les plus importants et pour la découverte de l'argon en lien avec ces études ».

### La loi de Rayleigh-Jeans
L'intérêt marqué de Rayleigh pour l'optique, comme pour tous les phénomènes ondulatoires en général, le conduit à des recherches en spectroscopie. Il établit avec le mathématicien et astronome James Jeans, en utilisant pour cela la mécanique statistique, une loi théorique, connue sous le nom de loi de Rayleigh-Jeans, qui exprime la répartition de l'énergie rayonnée par le corps noir en fonction de la longueur d'onde, valable pour les grandes longueurs d'onde. En introduisant les quanta, Max Planck déterminera la loi générale quelques mois plus tard, en faisant la synthèse des travaux de Rayleigh et de Wien.

### Un membre actif de la société scientifique
Rayleigh eut un rôle institutionnel important pour le développement de la science britannique en général, et de la physique en particulier.
Dès le congrès de 1882 de la British Association for the Advancement of Science, il en présida la section mathématiques-physique.
Membre, dès 1876, de la Royal Society, il en devient le secrétaire de 1885 à 1896, puis le président. Pendant quinze ans, il est conseiller de Trinity House, organisme chargé de l'installation et de l'entretien d'installations côtières.
Il contribue grandement à la création du National Physical Laboratory de Teddington, dont il présida le conseil exécutif.
Il fut aussi chancelier de l'Université de Cambridge.

### Publications
Ses écrits sont reconnus de très haute qualité rédactionnelle. Il a notamment laissé :
- Theory of Sound (la théorie du son) en 2 volumes (1877-1878) réédité régulièrement ;
  - (en) Theory of sound, vol. 1, London, Macmillan, 1894 (lire en ligne)
  - (en) Theory of sound, vol. 2, London, Macmillan, 1896 (lire en ligne)
- Scientific Papers regroupant un grand nombre de ses études en six volumes (de 1889 à 1920)
  - Scientific papers. Vol. 1 1869-1881, University Press (Cambridge), 1899, texte en ligne disponible sur LillOnum
  - Scientific papers. Vol. 2 1881-1887, University Press (Cambridge), 1900, texte en ligne disponible sur LillOnum
  - Scientific papers. Vol. 3 1887-1892, University Press (Cambridge), 1902, texte en ligne disponible sur LillOnum
  - Scientific papers. Vol. 4 1892-1901, University Press (Cambridge), 1903, texte en ligne disponible sur LillOnum
  - Scientific papers. Vol. 5 1902-1910, University Press (Cambridge), 1912, texte en ligne disponible sur LillOnum
- Plusieurs articles de l'Encyclopædia Britannica.

## Distinctions

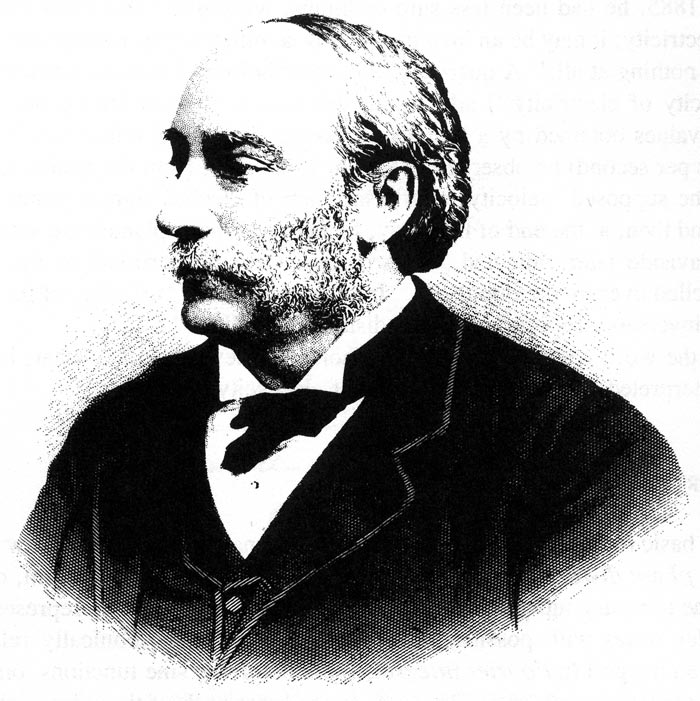
Lord Rayleigh ca 1893

### Titres
Parmi d'innombrables distinctions et titres honorifiques :
- Lord Lieutenant of Essex de 1892 à 1901
- 1896 to 1919 « Scientific Advisor to Trinity House ».
- Order of Merit en 1902
- Nommé Chancellor de l'Université de Cambridge en 1908.
- Membre de la Royal Society secrétaire, puis président de 1905 à 1908.
- Médailles Royal (1882), Copley (1899), et Rumford (1914, 1920) de la Royal Society.
- Médaille Matteucci de la Société Italienne des Sciences (1894).
- Faraday Lectureship de la Royal society of chemistry (1895).
- Médaille De Morgan de la London Mathematical Society en 1890
- Prix Nobel de physique en 1904, pour ses travaux concernant La masse volumique des gaz de l'air et la découverte de l'argon.

### Sa mémoire
Une unité d'intensité lumineuse, le rayleigh, a porté son nom, qui reste également attaché à l'onde sismique superficielle, l'onde de Rayleigh.